# Nude (Dead or Alive)
Nude è il quarto album della band britannica Dead or Alive pubblicato nel 1989 dalla Epic Records.

## Descrizione
Dopo essere stati prodotti dal trio Stock, Aitken & Waterman, i Dead Or Alive decisero di produrre l'album da soli in quanto gli artisti che chiedevano di essere prodotti da Stock, Aitken & Waterman erano talmente tanti che i tempi di attesa per i Dead Or Alive erano lunghissimi.
Nude fu anche il primo album ad essere pubblicato con i soli Pete Burns e Steve Coy, in quanto gli altri due membri del gruppo (Mike Percy e Tim Lever) decisero di lasciare il gruppo dopo la pubblicazione dell'album.
Il primo singolo estratto fu Turn Around & Count 2 Ten, che nella madrepatria si piazzò al 70º posto, ma che nella classifica dance americana si piazzò al 2º posto.
In Giappone invece entrò subito in prima posizione e ci rimase per 17 settimane consecutive, assegnando un record ai Dead Or Alive.
Il video girato per il singolo è uno fra i più colorati dei Dead Or Alive, ed è anche l'ultimo video del gruppo prima della divisione.
Successivamente i Dead Or Alive decisero di pubblicare come singolo Come Home with Me Baby, che nel Regno Unito si piazzò alla posizione numero 62. Il brano fu evidentemente ignorato dal pubblico e dai mass media in quanto il testo incoraggiava il sesso occasionale in periodi in cui l'AIDS avanzava.
Il brano ottenne la prima posizione nella classifica dance americana, nella classifica del Brasile ed in quella del Giappone (dove ogni singolo dei Dead Or Alive si piazzò al primo posto).
Il terzo singolo Baby Don't Say Goodbye non fu pubblicato nel Regno Unito, ma si classificò solo in Giappone (prima posizione), in Germania (posizione 93) e nella classifica dance americana (6º posto).
Nella classifica degli album, invece, Nude si piazzò in posizione 82 (il più basso posizionamento dei Dead Or Alive nel Regno Unito), mentre negli Stati Uniti non andò oltre il 106º posto (in Germania invece solo il 64º posto).
Oltre alla prima posizione, in Giappone l'album Nude riscosse un enorme successo, tanto che vinse ai Japan Award come "miglior album dell'intera annata 1989".

## Tracce
1. "Turn Around & Count 2 Ten" - 6:53
2. "Give It Back That Love Is Mine" - 3:28
3. "Baby Don't Say Goodbye" - 5:56
4. "Stop Kicking My Heart Around" - 6:09
5. "Come Home with Me Baby" - 4:06
6. "I Don't Wanna Be Your Boyfriend" - 4:39
7. "Get Out Of My House" - 4:19
8. "I Cannot Carry On" - 4:59
9. "My Forbidden Lover" - 3:36

### Nude - Remade Remodelled
Forte del successo commerciale ottenuto in Giappone, l'album fu ripubblicato in una versione completamente diversa, disponibile solo per il mercato giapponese.
I brani vennero miscelati fra loro come una DJ compilation, e la track list dell'album cambiò.
Venne ripubblicato sotto il nome di Nude - Remade Remodelled (rifatto rimodellato).
La track list è la seguente:
1. Come Home (With Me Baby)
2. Baby Don't Say Goodbye
3. Stop Kicking My Heart Around
4. I Don't Wanna Be Your Boyfriend
5. Give It Back (That Love Is Mine)
6. Turn Around and Count 2 Ten
7. Come Home (With Me Baby) (12" Version)